# Kommandó (film)
A Kommandó (eredeti cím: Commando) 1985-ben bemutatott amerikai akciófilm Mark L. Lester rendezésében. A főszerepben Arnold Schwarzenegger, Rae Dawn Chong, Alyssa Milano, Vernon Wells, Bill Duke és Dan Hedaya látható. A film zenéjét James Horner komponálta.
Az Amerikai Egyesült Államokban 1985. október 4-én bemutatott akciófilm jól teljesített a jegypénztáraknál, több héten át vezetve a bevételi toplistát a mozikban. Bár a film kritikai visszhangja megosztott volt, az akciófilmes műfajban kultuszfilmmé vált és pozitív hatást gyakorolt Schwarzenegger színészi karrierjére.

## Rövid történet
A film főszereplője egy volt kommandós, aki zsoldosok által elrabolt kislánya életét igyekszik megmenteni.

## Cselekmény
John Matrix ezredes (Arnold Schwarzenegger), egy elit kommandós alakulat nyugalmazott vezetője visszavonultan él kislányával, Jennyvel (Alyssa Milano). Egy napon volt felettese, Franklin Kirby tábornok felkeresi és figyelmezteti őt, hogy régi egységének tagjait ismeretlen zsoldosok sorra kivégezték. Ezután fegyveresek támadnak Matrix otthonára, élükön Bennett nevű volt csapattársával, akit Matrix erőszakos viselkedése miatt annak idején kirúgott a csapatból. Matrixet lányával együtt elrabolják és parancsnokuk elé viszik: ő Arius, az egykori dél-amerikai diktátor, évekkel ezelőtt épp Matrix távolította el a hatalomból. Arius politikai gyilkosságra akarja rávenni Matrixot hazájában, Val Verdében, így próbálva meg ismét az ország teljhatalmú urává válni. Hogy Jenny életét megóvja, Matrix kénytelen elfogadni az ultimátumot.
Egy Val Verdébe tartó gépre felszállva Matrix észrevétlenül megöli kísérőjét, kitörve annak nyakát és még időben kiugrik a felszálló repülőből. Nagyjából 11 órája van a gép landolásáig, ezért Matrix Arius egy másik embere, Sully nyomába ered. Egy szolgálaton kívül lévő légi utaskísérőnőt, Cindyt túszul ejtve Matrix követni kezdi Sullyt és arra kéri a nőt, terelje el a célszemély figyelmét. Bár Cindy először őrültnek véli Matrixet, nemsokára rájön, hogy a férfi igazat mond és segítőtársául szegődik. Egy autós üldözést követően Matrix elfogja és egy szakadékba dobja Sullyt. A nála talált motelkulcsokkal Arius egy másik emberére, az egykori zöldsapkás Cooke-ra is rátalál, majd közelharcban végez vele. Matrix és Cindy betörnek Arius egyik fegyverraktárába, ahol találnak egy térképet, kiderítve Arius tartózkodási helyét.
Matrix behatol egy fegyverkereskedésbe, felkészülve a közelgő tűzharcra Arius zsoldosaival, ám a rendőrség tetten éri és letartóztatja. Cindy egy rakétavetővel kiszabadítja és egy lopott hidroplánnal Arius szigetére repülnek. Matrix arra kéri Cindyt, lépjen kapcsolatba Kirbyvel, ezután felfegyverkezik és egyszemélyes hadseregként végez Ariussal, illetve annak embereivel. Jenny eközben megszökött a fogságból, de Bennett  rátalált és elfogta a kislányt. Matrix a nyomukba ered és egy késpárbajban megöli egykori társát, egy csődarabbal felnyársalva Bennett-et. Kirby egy hadsereggel a helyszínre érkezik és arra kéri Matrixet, csatlakozzon ismét az egységéhez, de ő ezt visszautasítja – ehelyett Jennyvel és Cindyvel távozik a szigetről.

## Szereplők
| Színész               | Szerep                  | Magyar hang        | Magyar hang        |
| Színész               | Szerep                  | 1. szinkron (1989) | 2. szinkron (2005) |
| --------------------- | ----------------------- | ------------------ | ------------------ |
| Arnold Schwarzenegger | John Matrix ezredes     | Gáti Oszkár        | Gáti Oszkár        |
| Vernon Wells          | Bennett                 | Juhász Jácint      | Barbinek Péter     |
| Rae Dawn Chong        | Cindy                   | Vándor Éva         | Kiss Erika         |
| Dan Hedaya            | Arius (El Presidente)   | Trokán Péter       | Rosta Sándor       |
| David Patrick Kelly   | Sully                   | Incze József       | Janovics Sándor    |
| James Olson           | Franklin Kirby tábornok | Versényi László    | Szersén Gyula      |
| Alyssa Milano         | Jenny Matrix            | Somlai Edina       | Váradi Petra       |
| Bill Duke             | Cooke                   | Dózsa László       | Pálfai Péter       |
| Charles Meshack       | Henriques               | Kerekes József     | Papucsek Vilmos    |
| Carlos Cervantes      | Diaz                    | Kassai Károly      |                    |
| Bob Minor             | Jackson                 | Varga Tamás        |                    |
| Bill Paxton           | Radarkezelő             | Schnell Ádám       |                    |
| Michael Delano        | Forrestal               | Dobránszky Zoltán  |                    |
| Lenny Juliano         | Katona                  | Szokol Péter       |                    |

## Fogadtatás
A forgatás teljes költségvetése 10 millió dollár volt.[forrás?] A film a bemutató héten 7,7 millió dollár bevételt hozott, később az USA-ban összesen 35, ezen felül világszerte pedig plusz 22 millió dollárt volt a bevétele. A Kommandót a Rotten Tomatoes oldalon 71%-ra értékelték, míg az Internet Movie Database olvasóitól tízből 6,2 pontot kapott.
1986-ban a filmet Szaturnusz-díjra jelölték Legjobb különleges effektek-kategóriában, de alulmaradt a Vissza a jövőbe-trilógia első részével szemben.

## Filmzene
A filmben elhangzott zenéket tartalmazó album 2003. december 2-án jelent meg a Varese Sarabande kiadásában, limitált példányszámban.
A film utolsó jelenetében a Power Station együttes „We Fight for Love” (a.k.a. „Somewhere, Somehow, Someone's Gotta Pay”) című dala hallható (amely nem szerepel a filmzenei albumon).
1. „Prologue/Main Title” – 3:58
2. „Ambush and Kidnapping” – 2:35
3. „Captured” – 2:14
4. „Surprise” – 8:19
5. „Sully Runs” – 4:34
6. „Moving Jenny” – 3:44
7. „Matrix Breaks In” – 3:30
8. „Infiltration, Showdown and Finale” – 14:32

## Érdekességek
- A Movie Body Counts weboldal számítása szerint a filmben 88-an halnak meg, ebből Matrix összesen 81 embert öl meg.[11]
- A filmben Arius Val Verde, egy kitalált állam diktátora volt. Ez a spanyol anyanyelvű állam számos 1980-as és 1990-es évekbeli hollywoodi produkcióban megjelent, többek között a Predator – Ragadozó és a Még drágább az életed című filmekben.[12]
- A filmnek létezik egy vágott verziója, ahol kivettek vagy jelentősen megrövidítettek bizonyos brutális jeleneteket, mint amilyenek a John és az Arius katonái között zajló harcnál történnek.[13]

## Remake
2008-ban mutatták be Mihail Jevgenyjevics Porecsenkov orosz rendező D-nap (День Д / Gyeny D) című akciófilmjét, amely korabeli oroszországi hatalmi viszonyok közé helyezi a történetet. A főszereplő orosz kommandóst önmaga alakítja. A cselekmény hűen követi az eredeti amerikai filmet, jelenetről jelenetre.